# Yossi Abolafia

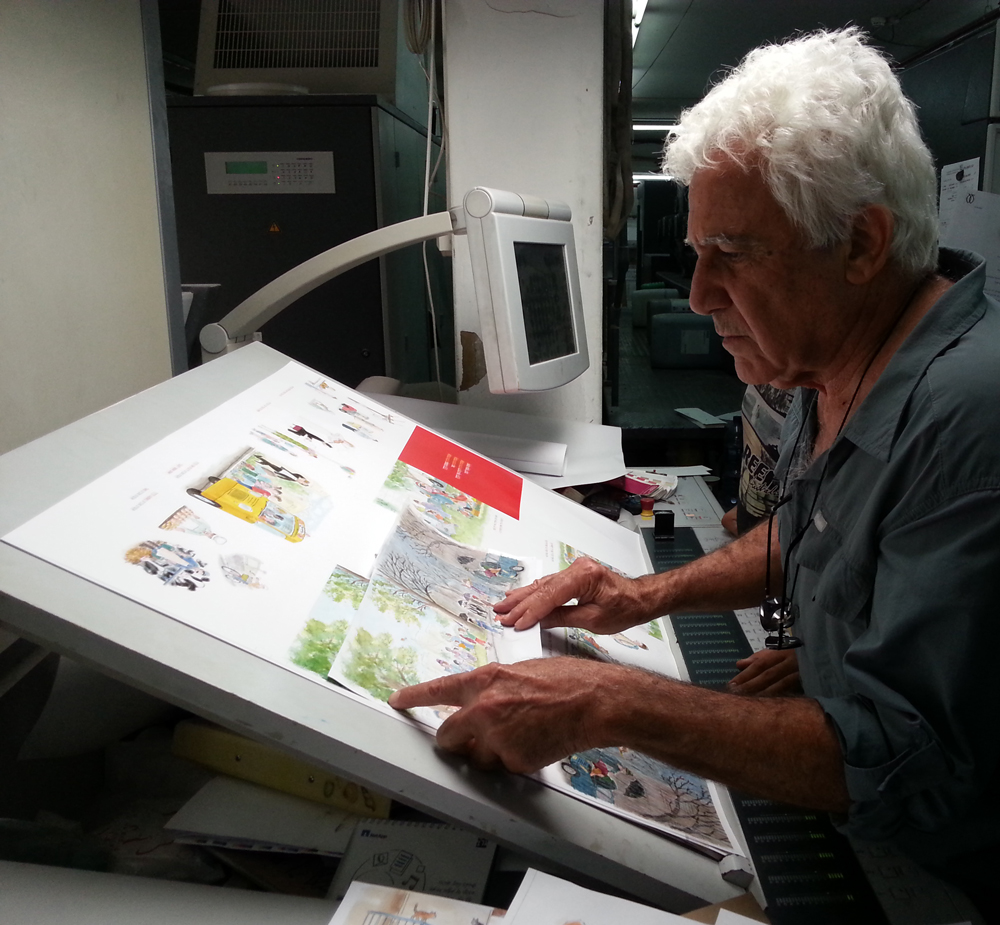
Yossi Abolafia

Yossi Abolafia (hebräisch יוסי אבולעפיה; * 4. Juni 1944 in Tiberias, Völkerbundsmandatsgebiet Palästina) ist ein israelischer Autor und Illustrator.

## Leben
Abolafia wuchs in Israel auf und lebte zeitweise in einem Kibbuz. Er zeichnet Cartoons fürs Fernsehen, schreibt Bücher, illustriert Kinderbücher und zeichnet Comics.
Abolafia hat drei Kinder und lebt mit seiner Familie in der Nähe von Jerusalem.

## Filme
- Canada Vignettes: News Canada
- Friends of the Family
- Ottawa 82 Logo

## Von Yossi Abolafia illustrierte Bücher
- Am I Beautiful? (von Else Holmelund Minarik)
- Clean House (von Jessie Haas)
- Harry’s Pony (von Barbara Ann Porte)
- It’s Valentine’s Day (von Jack Prelutsky)
- My Parents Think I’m Sleeping (von Jack Prelutsky)
- Moving Day (von Robert Kalan)